# パーマー・マンション
パーマー・マンション（Palmer Mansion）は、1882年から1885年に、アメリカ合衆国イリノイ州シカゴのニア・ノース・サイド地区のミシガン湖畔に建てられた、当時のシカゴ最大の私有邸宅。所在地は、1350 N. Lake Shore Driveであった。設計事務所 Cobb and Frost の建築家ヘンリー・アイヴス・コッブ(Henry Ives Cobb)とチャールズ・サマー・フロスト(Charles Sumner Frost) が設計し、実業家で富豪のポッター・パーマーとその妻バーサ(Bertha)の住まいとして建設された。パーマーは State Street 一帯を開発した、シカゴ財界の大物であった。湖岸の通りにこのパーマー・マンションが建設されたことは、辺り一帯が「ゴールド・コースト」として発展するきっかけとなり、この一帯は現在でも、シカゴで最も富裕な地区のひとつである。パーマー・マンションは1950年から1951年にかけて解体された。

## 歴史

### 建設
パーマー・マンションの建設が始まったころには、ポッター・パーマーは既にステート・ストリートの大部分の開発を経験していた。1871年のシカゴ大火の際には、ステート・ストリートの建物の多くが破壊されたが、パーマーは被災後の再開発にも取り組んだ。マンションの建設は1882年に始まり、外装が完成したのは1883年であった。しかし、完成までには、内装にさらに2年がかけられた。
ヘンリー・アイヴス・コッブとチャールズ・フロストが、マンションを設計する建築家に選ばれた。内装は、別の建築家ジョセフ・ライマン・シルスビー(Joseph Lyman Silsbee)の指揮で完成された。建設にあたったジョン・ニューキスト (John Newquist) は、パーマーの意向を受けて様々な建物を建てた実績があった。建設費の予算は当初9万ドルだったが、5年間近くも工事が続き、総工費は100万ドルを超えたと考えられている。

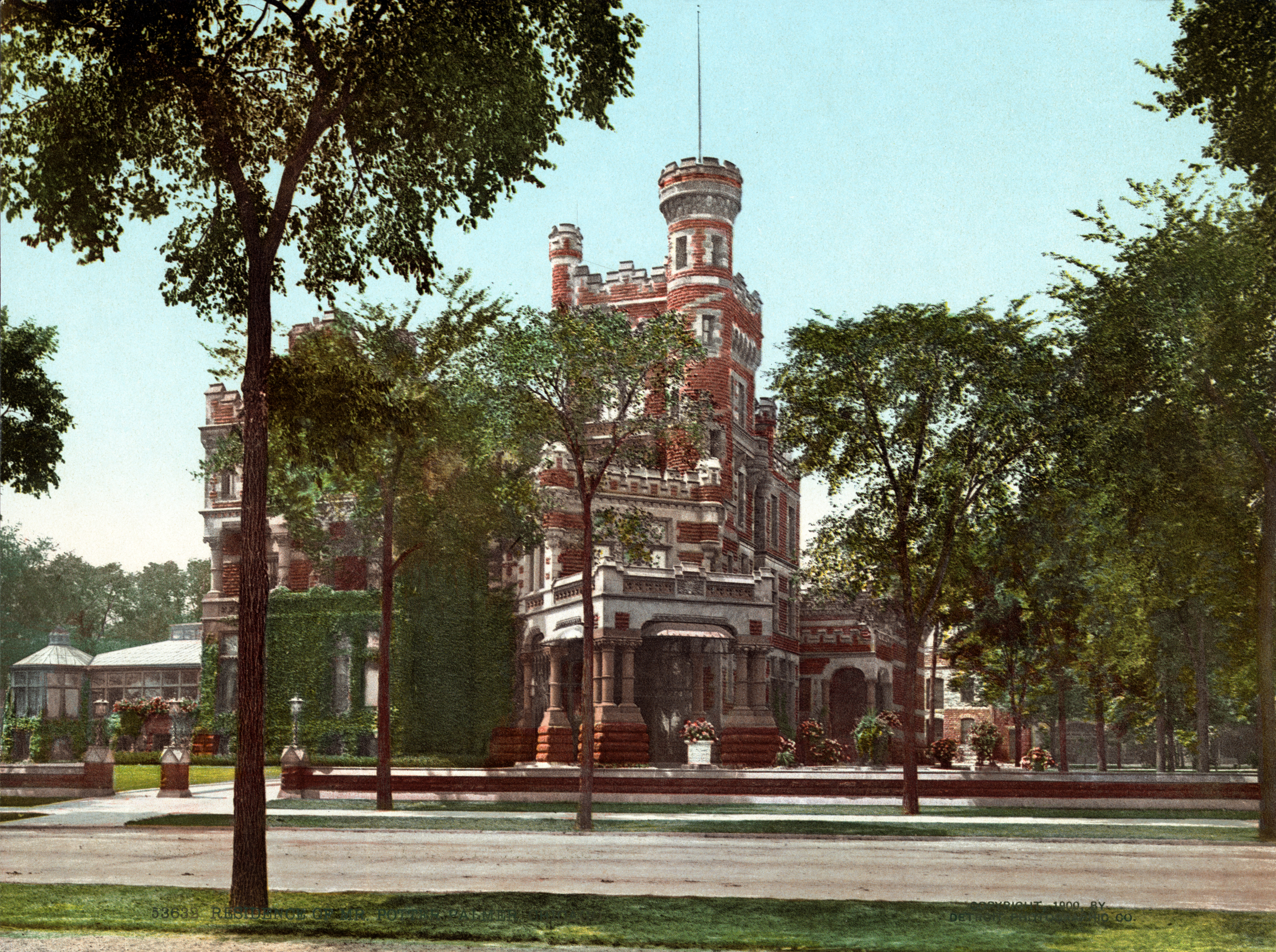
アーサー・ミーカー(Author Meeker)は、パーマー・マンションを「レバー色の金魚城(liver-colored goldfish castle)」と呼んだ。フォトクローム、1900年頃。

パーマー・マンションは、数多くの社交行事に使われた。元合衆国大統領ユリシーズ・S・グラントも、シカゴにを訪れた際にパーマー・マンションの客となり、バーサ・パーマーが企画や運営に大きく関わった1893年の World's Columbian Exposition の際には各種レセプションの会場となった。パーマー・マンションは、ほかにも数多くの来客を迎えたが、その中には、さらに2人の合衆国大統領ウィリアム・マッキンリーとジャームズ・A・ガーフィールド、ベラグア公爵夫妻、英国皇太子（後のエドワード7世）、スペイン王女エウラリアらが含まれていた。

### 所有権の移転と解体
1902年にポッター・パーマーが、パーマー・マンションで死去したとき、妻バーサには8百万ドルの資産が遺された。夫の死後もバーサはパーマー・マンションに住み、ロンドンやパリなどの別邸も維持し続け、最後はフロリダ州サラソタ(Sarasota)で亡くなった。バーサは、フロリダ州各地に多大の不動産投資をして、農場、酪農場、牧畜場などを自ら経営し、様々な最先端の技術を導入して、フロリダ州におけるこうした農業の生産性を向上させることに貢献した。
こうした多額の投資によって、バーサは受け継いだ遺産をほぼ倍増させ、1918年に彼女が死去した際にはおよそ1千5百万ドルが2人の息子ホノレ・パーマーとポッター・パーマー2世に遺された。1930年、息子たちはパーマー・マンションを、絵画コレクションごと、自動車のスターターを発明した実業家ヴィンセント・ヒューゴ・ベンディクス(Vincent Hugo Bendix)に、3百万ドルで売却した。 ベンディクスは、バーサ・パーマーの芸術品コレクションに加えて、レンブラントやハワード・チャンドラー・クリスティ(Howard Chandler Christy)の絵画を購入し、建物の名を「ベンディクス・ギャラリー」と改めた。この建物に居住している間に、ベンディクスはエレベーターを新しく作り直し、自分用に床屋の椅子を設置させた。
5年間ほど自宅としてこの建物に居住した後、ベンディクスは、2千5百万ドルを投じて世界最大のホテルを建設するため、建物を解体すると発表した。しかし、この計画は具体化することはないまま、1933年になって建物はパーマーの息子が2百万ドルの住宅ローンを組んで買い戻した。その後は空き家となったまま放置され、1950年には建物の解体がはじまり、跡地には740戸が入居する22階建ての高層アパートが建てられた
建物に収められていた、モネ、ルノワール、ドガなど、フランスの画家たちの作品を中心に、バーサ・パーマが集めた絵画のコレクションは、シカゴ美術館に寄贈され、家具調度類は売却された。

## 建築
パーマー・マンションは、ヘンリー・アイヴス・コッブとチャールズ・サマー・フロストが設計した建物である。コップとフロストは、初期ロマネスク建築やノルマン・ゴシック建築を参照した設計を施した。別の見方では、ドイツの貴族の居城を参考にしたのではないかとも言われている。
パーマー・マンションには、三階分を吹き抜けガラス製のドームに至るイタリアネイト様式(Italianate)の中央ホール があったが、他の部屋はそれぞれ多様な歴史的様式で内装が施されており、ルイ14世時代風のサロン、インド風の部屋、オスマン時代風の小部屋、ルネサンス風の図書室、スペイン風の音楽室、50人の会食が可能なイングランド風の食堂、絨毯に香水をしみ込ませたムーア風の部屋などがあった。バーサ・パーマが収集した絵画は、長辺が75フィート（およそ23メートル）ある大舞踏室に飾られていた。飾られた絵画の上方にはゲイブリエル・フェリア(Gabriel Ferrier)が手がけた、フリーズの壁画が広がっていた。
パーマー・マンションの外装には、多数のタレット（小塔）やミナレット（尖塔）があり、内部には高さ80フィート（およそ24メートル）の螺旋階段が備えられている。建物には、エレベータが2基備えられていた。パーマー夫妻は、マンションの扉の外側に鍵やドアノブを付けず、内側から開けてもらわない限り中へ入れない特殊な作りにしていた